# Julia Roberts
Julia Fiona Roberts, född 28 oktober 1967 i Atlanta, Georgia, är en amerikansk skådespelare och filmproducent.

## Biografi

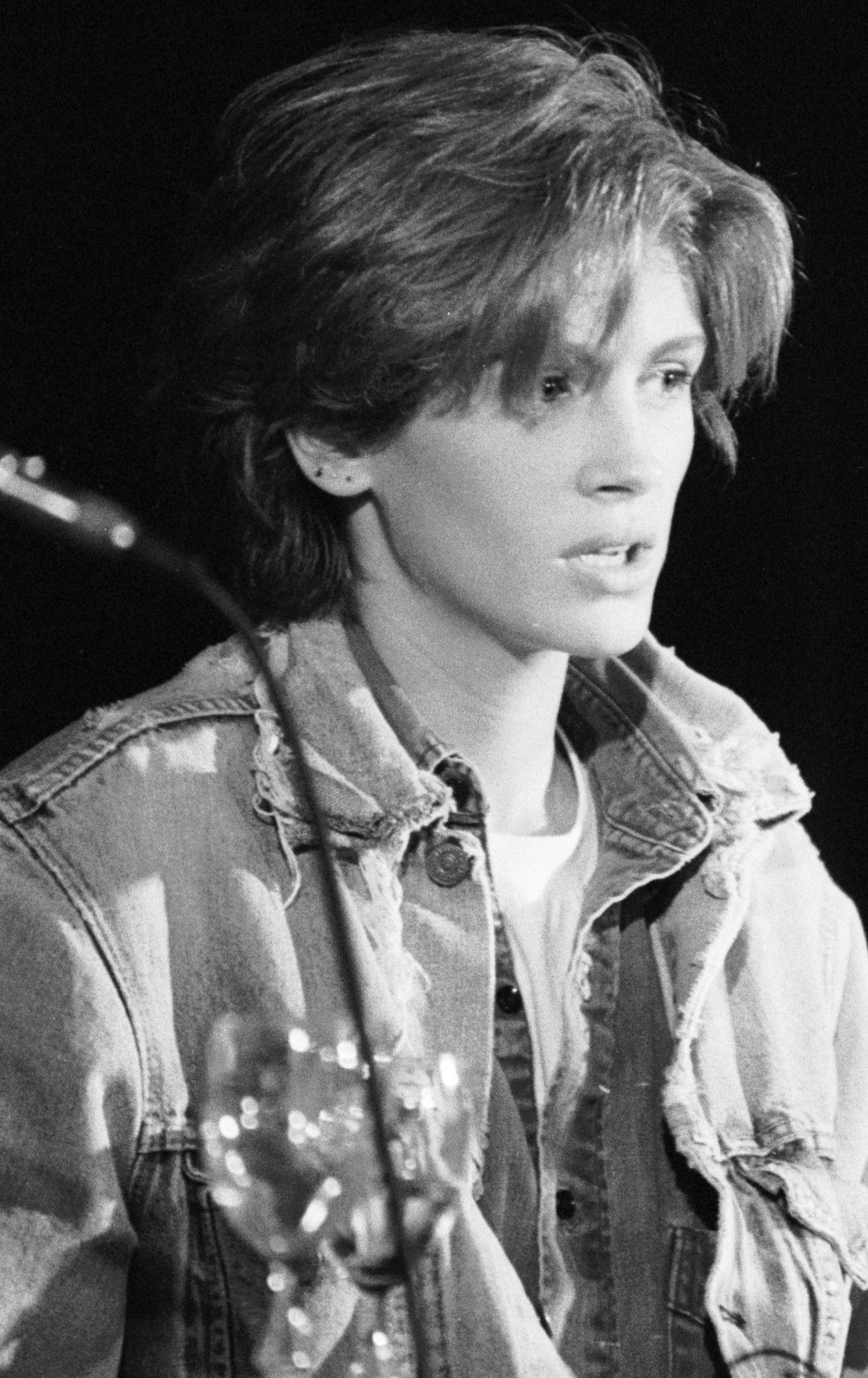
Julia Roberts 1990.

Roberts föddes i Atlanta och växte från fem års ålder upp i förstaden Smyrna, Georgia. Hon fick 1990 sitt genombrott i rollen som en prostituerad kvinna i filmen Pretty Woman, där hon spelade mot Richard Gere. Hon Oscarbelönades 2000 för titelrollen i filmen Erin Brockovich.

### Familj
Roberts är dotter till Walter Grady Roberts (1933–1977) och teaterlärarinnan Betty Lou Bredemus (1934–2015). Hon är syster till Eric Roberts och Lisa Roberts Gillan samt faster till Emma Roberts. Hon har tidigare varit gift med Lyle Lovett. Hon gifte sig 2002 med Daniel Moder, med vilken hon har ett tvillingpar (Phinnaeus Walter och Hazel Patricia Moder, födda 2004) och en son (Henry Daniel Moder, född 18 juni 2007). Roberts har svenska anor genom sin morfars mor, Eleanor M. Johnson, som föddes 1882 i By församling, Värmland, Sverige som Elin Maria Johansdotter, och som treåring med sin familj utvandrade. Hon gifte sig 1903 i Minneapolis med slaktaren John Bredemus och dog där 1960.
Flera saker förmörkade Roberts barndom. Föräldrarna skildes 1971–1972 och fadern dog 1977 i strupcancer. Modern gifte sig kort efter skilsmässan med Michael Motes, som var alkoholiserad, våldsam och arbetslös; enligt Eric Roberts "terroriserade" styvpappan familjen. Paret fick en dotter tillsammans som dog i en trolig drogöverdos år 2014.

## Filmografi i urval
| År   | Titel                                   | Roll                      | Noter |
| ---- | --------------------------------------- | ------------------------- | --- |
| 1987 | Firehouse                               | Babs                      | |
| 1988 | Blodshämnd                              | Maria Collogero           | |
| 1988 | Tre tjejer                              | Daisy Arujo               | Nominerad—Independent Spirit Award for Best Lead Female Nominerad—Young Artist Award for Best Young Actress in a Motion Picture – Drama |
| 1988 | Baja Oklahoma                           | Candy Hutchins            | TV-film |
| 1988 | Satisfaction                            | Daryle                    | |
| 1989 | Blommor av stål                         | Shelby Eatenton Latcherie | Golden Globe Award for Best Supporting Actress – Motion Picture Nominerad—Oscar för bästa kvinnliga biroll |
| 1990 | Pretty Woman                            | Vivian Ward               | Blimp Award for Favorite Movie Actress Golden Globe Award for Best Actress – Motion Picture Musical or Comedy Nominerad—Oscar för bästa kvinnliga huvudroll Nominerad—BAFTA Award for Best Actress in a Leading Role |
| 1990 | Dödlig puls                             | Rachel Mannus             | Nominerad—Saturn Award for Best Supporting Actress |
| 1991 | Hook                                    | Tingeling                 | Nominerad—Razzie Award for Worst Supporting Actress |
| 1991 | Kärlekens val                           | Hilary O'Neil             | Nominerad—MTV Movie Award for Best Female Performance Nominerad—MTV Movie Award for Most Desirable Female |
| 1991 | Sova med fienden                        | Sara Waters/Laura Burney  | Nominerad—Saturn Award for Best Actress |
| 1992 | Spelaren                                |                           | Cameoroll |
| 1993 | Pelikanfallet                           | Darby Shaw                | Nominerad—MTV Movie Award for Best Female Performance |
| 1994 | Prêt-à-Porter                           | Anne Eisenhower           | National Board of Review Award for Best Cast |
| 1994 | I Love Trouble                          | Sabrina Peterson          | |
| 1995 | Alla talar om Grace                     | Grace King Bichon         | |
| 1996 | Alla säger I Love You                   | Von Sidell                | |
| 1996 | Michael Collins                         | Kitty Kiernan             | |
| 1996 | Mary Reilly                             | Mary Reilly               | Nominerad—Razzie Award for Worst Actress |
| 1997 | Sammansvärjningen                       | Alice Sutton              | Blockbuster Entertainment Award for Favorite Actress – Suspense |
| 1997 | Min bäste väns bröllop                  | Julianne Potter           | Blockbuster Entertainment Award for Favorite Actress – Comedy Nominerad—Golden Globe Award for Best Actress – Motion Picture Musical or Comedy Nominerad—Satellite Award for Best Actress – Motion Picture Musical or Comedy Nominerad—MTV Movie Award for Best Female Performance |
| 1998 | Vid din sida                            | Isabel Kelly              | Nominerad—Blimp Award for Favorite Movie Actress Blockbuster Entertainment Award for Favorite Actress – Drama |
| 1999 | Runaway Bride                           | Maggie Carpenter          | Nominerad—Blimp Award for Favorite Movie Actress Nominerad—Blockbuster Entertainment Award for Favorite Actress – Comedy/Romance Nominerad—MTV Movie Award for Best Female Performance |
| 1999 | Notting Hill                            | Anna Scott                | Nominerad—Blimp Award for Favorite Movie Actress (Även för Runaway Bride) Nominerad—Blimp Award for Favorite Movie Couple (delad med Hugh Grant) Nominerad—Blockbuster Entertainment Award for Favorite Actress – Comedy/Romance Nominerad—Golden Globe Award for Best Actress – Motion Picture Musical or Comedy Nominerad—Satellite Award for Best Actress - Motion Picture Musical or Comedy |
| 2000 | Erin Brockovich                         | Erin Brockovich           | Oscar för bästa kvinnliga huvudroll BAFTA Award for Best Actress in a Leading Role Broadcast Film Critics Association Award for Best Actress Blockbuster Entertainment Award for Favorite Actress – Drama Empire Award for Best Actress Golden Globe Award för bästa kvinnliga huvudroll - drama London Film Critics Circle Film Award for Actress of the Year Los Angeles Film Critics Association Award for Best Actress MTV Movie Award for Best Female Performance National Board of Review Award for Best Actress San Diego Film Critics Society Award for Best Actress Screen Actors Guild Award for Outstanding Performance by a Female Actor in a Leading Role Teen Choice Award for Film – Choice Actress Nominerad—Chicago Film Critics Association Award for Best Actress Nominerad—Las Vegas Film Critics Society Award for Best Actress Nominerad—MTV Movie Award for Best Line from a Movie (För "Bite my ass, Krispy Kreme!") Nominerad—MTV Movie Award for Most Desirable Female Nominerad—Online Film Critics Society Award for Best Actress Nominerad—Satellite Award for Best Actress - Motion Picture Drama |
| 2001 | Ocean's Eleven                          | Tess Ocean                | Nominerad—Phoenix Film Critics Society Award for Best Cast |
| 2001 | America's Sweethearts                   | Kathleen "Kiki" Harrison  | |
| 2001 | The Mexican                             | Samantha Barzel           | Nominerad—Teen Choice Award for Film – Choice Chemistry |
| 2002 | Confessions of a Dangerous Mind         | Patricia Watson           | |
| 2002 | Grand Champion                          | Jolene                    | |
| 2002 | Full Frontal                            | Catherine/Francesca       | |
| 2003 | Mona Lisas leende                       | Katherine Ann Watson      | |
| 2004 | Ocean's Twelve                          | Tess Ocean                | Nominerad—Broadcast Film Critics Association Award for Best Cast |
| 2004 | Closer                                  | Anna Cameron              | National Board of Review Award for Best Cast Nominerad—Broadcast Film Critics Association Award for Best Cast |
| 2006 | Min vän Charlotte                       | Charlotte the Spider      | Röstroll |
| 2006 | Beslan: Three Days In September         | Berättaren                | |
| 2006 | Myrmobbaren                             | Hova                      | Röstroll Nominerad—Blimp Award for Favorite Voice From an Animated Movie |
| 2007 | Charlie Wilson's War                    | Joanne Herring            | Nominerad—Golden Globe Award for Best Supporting Actress – Motion Picture |
| 2008 | Fireflies in the Garden                 | Lisa Waechter             | |
| 2009 | Duplicity                               | Claire Stenwick           | Nominerad—Golden Globe Award for Best Actress – Motion Picture Musical or Comedy |
| 2010 | Valentine's Day                         | Kate                      | Nominerad—People's Choice Award for Favorite Movie Actress |
| 2010 | Lyckan, kärleken och meningen med livet | Elizabeth Gilbert         | |
| 2011 | Love, Wedding, Marriage                 | Avas terapist             | Röstroll |
| 2011 | Det är aldrig för sent Larry Crowne     | Mercedes Tainot           | |
| 2012 | Spegel, Spegel                          | Drottning Clementianna    | |
| 2013 | En familj – August: Osage County        | Barbara Fordham           | Nominerad—Oscar för Bästa kvinnliga biroll |
| 2014 | The Normal Heart                        | Emma Brookner             | TV-film |
| 2015 | Secret in Their Eyes                    | Jess                      | |
| 2016 | Mother's Day                            | Miranda                   | |
| 2016 | Money Monster                           | Patty Fenn                | |
| 2017 | Smurfarna: Den försvunna byn            | SmurfWillow               | Röstroll |
| 2017 | Wonder                                  | Isabel Pullman            | |
| 2018 | Ben Is Back                             | Holly Burns               | |
| 2022 | Ticket to Paradise                      | Georgia                   | |

| År   | Titel                    | Roll                | Noter                                                                             |
| ---- | ------------------------ | ------------------- | --------------------------------------------------------------------------------- |
| 1987 | Brottets väg             | Tracy               | Episod "The Survivor" (1.19)                                                      |
| 1988 | Miami Vice               | Polly Wheeler       | Säsong 4 episod 22: "Mirror Image"                                                |
| 1996 | Vänner                   | Susie Moss          | Episod "The One After the Superbowl: Part 2" (2.13)                               |
| 1999 | I lagens namn            | Katrina Ludlow      | Episod "Empire" Nominerad—Emmy Award for Outstanding Guest Actress – Drama Series |
| 2003 | Freedom: A History of Us | Virginia Eyewitness | 2 episoder: "What Is Freedom?" (1.07); "Yearning to Breathe Free" (1.10)          |
| 2010 | Hope For Haiti Now       | Sig själv           | Gala för Jordbävningen i Haiti 2010                                               |
| 2018 | Homecoming               | Heidi Bergman       | 10 avsnitt Även exekutiv producent                                                |
| 2022 | Gaslit                   | Martha Mitchell     | 8 avsnitt Även exekutiv producent                                                 |